# Mauriti
Mauriti là một đô thị thuộc bang Ceará, Brasil. Đô thị này có diện tích 1111,856 km², dân số năm 2007 là 41384 người, mật độ 37,22 người/km².